# Йорк (округ, Небраска)
Шаблон:StateAbbr_ 40°52′ пн. ш. 97°36′ зх. д. / 40.87° пн. ш. 97.6° зх. д.
Округ Йорк (англ. York County) — округ (графство) у штаті Небраска, США. Ідентифікатор округу 31185.

## Історія
Округ утворений 1855 року.

## Демографія
За даними перепису 
2000 року 
загальне населення округу становило 14598 осіб, зокрема міського населення було 7805, а сільського — 6793.
Серед мешканців округу чоловіків було 6974, а жінок — 7624. В окрузі було 5722 домогосподарства, 3933 родин, які мешкали в 6172 будинках.
Середній розмір родини становив 2,96.
Віковий розподіл населення поданий у таблиці:
| Стать    | До 15 років | 15-21 | 22-29 | 30-39 | 40-49 | 50-65 | 65-85 | Понад 85 |
| -------- | ----------- | ----- | ----- | ----- | ----- | ----- | ----- | -------- |
| Чоловіки | 1480        | 735   | 622   | 869   | 1121  | 1104  | 908   | 135      |
| Жінки    | 1469        | 846   | 595   | 941   | 1146  | 1137  | 1205  | 285      |

## Суміжні округи
- Полк — північ
- Батлер — північний схід
- Сюорд — схід
- Салін — південний схід
- Філлмор — південь
- Гамільтон — захід

## Виноски
1. ↑  US Decennial Census. US Census Bureau. Архів оригіналу за 26 квітня 2015. Процитовано 12 грудня 2014.
2. ↑  Historical Census Browser. University of Virginia Library. Архів оригіналу за 11 серпня 2012. Процитовано 12 грудня 2014.
3. ↑  Population of Counties by Decennial Census: 1900 to 1990. US Census Bureau. Архів оригіналу за 27 квітня 2015. Процитовано 12 грудня 2014.
4. ↑  Census 2000 PHC-T-4. Ranking Tables for Counties: 1990 and 2000 (PDF). US Census Bureau. Архів оригіналу (PDF) за 18 грудня 2014. Процитовано 12 грудня 2014.
5. ↑  State & County QuickFacts. US Census Bureau. Архів оригіналу за 14 грудня 2015. Процитовано 22 вересня 2013.(англ.) Наведено за англійською вікіпедією.
6. ↑  American FactFinder. Бюро перепису населення США. Архів оригіналу за 21 травня 2008. Процитовано 31 січня 2008.

| США | Це незавершена стаття з географії США. Ви можете допомогти проєкту, виправивши або дописавши її. |